# Horatio Walpole (2e comte d'Orford)
Horatio Walpole, 2e comte d'Orford (13 ou 24 juin 1752 - 15 juin 1822), titré Lord Walpole entre 1806 et 1809, est un pair et homme politique britannique.

## Biographie
Il est le fils de Horatio Walpole, 1er comte d'Orford, fils de Horatio Walpole, 1er baron Walpole de Wolterton, frère du premier ministre Robert Walpole. Sa mère est Lady Rachel, fille de William Cavendish (3e duc de Devonshire). Il porte le titre de courtoisie Lord Walpole lorsque le comté d'Orford est recréé en faveur de son père en 1806 .
Il est élu député de Wigan en 1780, poste qu'il occupe jusqu'en 1784 , puis représenta King's Lynn entre 1784 et 1809 . Cette dernière année, il succède à son père et entre à la Chambre des lords.

## Famille
Lord Orford est marié deux fois. Il épouse d'abord Sophia, fille de Charles Churchill, en 1781. Après sa mort en 1797, il épouse Catherine, fille du révérend James Tunstall (en), en 1806. Elle meurt l'année suivante. Lord Orford lui survécut 15 ans et meurt en juin 1822. Son fils, Horatio Walpole (3e comte d'Orford), lui succède comme comte . Son fils cadet, John Walpole, est soldat et diplomate.